# Криворожский государственный цирк
Криворожский государственный цирк (укр. Криворізький державний цирк) — цирк с государственной формой собственности в Кривом Роге, Днепропетровская область, Украина.

## Характеристика
Цирк находится в Металлургическом районе, в Соцгороде — одном из наиболее посещаемых районов города.
Цирк построен по типовому проекту, разработанному в 1966 году московским институтом «Гипротеатр» архитектором Георгием Васильевичем Напреенко в соавторстве с Саломеей Максимовной Гельфер. Проект цирка был реализован ещё в ряде крупных городов Советского Союза, первым из которых стал Новосибирск: Уфа, Самара, Донецк, Пермь, Луганск, Воронеж, Харьков, Брянск и Череповец. Многофункциональное помещение можно использовать как кинотеатр, эстрадный и спортивный залы с различным количеством посадочных мест: 1765 для цирковых представлений, 1500 — для широкоэкранного кинозала, 2000 — для эстрадных концертов.

## История
В 1964 году Криворожский горисполком выступил заказчиком начала строительства цирка в Кривом Роге. Всесоюзное Ордена Ленина объединение государственных цирков «Союзгосцирк» взяло ссуду с которой и производилось финансирование строительства цирка. Генеральным подрядчиком выступил трест «Кривбассрудстрой». Строительство цирка стало общегородским делом. Уже в 1970 году цирк был построен, окончание строительства было приурочено к 100-летию со дня рождения В. И. Ленина.
На фасаде имеется памятная доска сооружения цирка:
Цирк сооружён в юбилейном 1970 коллективами треста «Кривбассрудстрой», специализированных организаций при активном участии общественности города.
Криворожский цирк открыл свои двери 17 июля 1970 года. Первую программу в цирке открывали народные артисты СССР Владимир Дуров с аттракционом «Дрессированные слоны», Валентин Филатов с аттракционом «Медвежий цирк», Герой Социалистического Труда, Михаил Николаевич Румянцев, более известный как клоун Карандаш.
С 1968 по 1980 год первым директором цирка был заслуженный работник культуры УССР Владислав Сергеевич Литвиненко. С 1981 по 2012 год директором был Гайдар Станислав Григорьевич. 